# Johan Ludwig Mowinckel
Johan Ludwig Mowinckel (Bergen, 22 d'octubre de 1870 – Nova York, 30 de setembre de 1943) va ser un magnat, filantrop i polític noruec, que va ocupar el càrrec de primer ministre de Noruega en tres ocasions, entre 1924 i 1926, de 1928 a 1931, i des de 1933 fins a 1935.